# Manase
Manase est un village situé dans l’île de Savai'i aux Samoa.
Sa population était de 123 habitants en 2021.